# Convocazioni per la Coppa delle nazioni africane 2019
È di seguito indicato l'elenco dei giocatori convocati da ciascuna nazionale partecipante alla Coppa delle nazioni africane 2019.

## Gruppo A

### Egitto
Lista dei convocati resa nota l'11 giugno 2019.
Commissario Tecnico:  Javier Aguirre
| N. | Pos. | Giocatore           | Data nascita (età)          | Pres. | Reti | Squadra       |
| -- | ---- | ------------------- | --------------------------- | ----- | ---- | ------------- |
| 1  | P    | Ahmed El-Shenawy    | 14 maggio 1991 (28 anni)    | 31    | 0    | Pyramids      |
| 2  | D    | Baher El Mohamady   | 1º novembre 1996 (22 anni)  | 6     | 1    | Ismaily       |
| 3  | D    | Ahmed El Mohamady   | 9 settembre 1987 (31 anni)  | 88    | 4    | Aston Villa   |
| 4  | D    | Omar Gaber          | 30 gennaio 1992 (27 anni)   | 24    | 1    | Pyramids      |
| 5  | C    | Ali Ghazal          | 1º febbraio 1992 (27 anni)  | 10    | 0    | Feirense      |
| 6  | D    | Ahmed Hegazy        | 25 gennaio 1991 (28 anni)   | 52    | 2    | West Bromwich |
| 7  | C    | Trézéguet           | 1º ottobre 1994 (24 anni)   | 37    | 5    | Kasımpaşa     |
| 8  | C    | Tarek Hamed         | 24 ottobre 1988 (30 anni)   | 34    | 0    | Zamalek       |
| 9  | A    | Marwan Mohsen       | 26 febbraio 1989 (30 anni)  | 31    | 7    | Al-Ahly       |
| 10 | A    | Mohamed Salah       | 15 giugno 1992 (27 anni)    | 63    | 39   | Liverpool     |
| 11 | C    | Walid Soliman       | 1º dicembre 1984 (34 anni)  | 25    | 1    | Al-Ahly       |
| 12 | D    | Ayman Ashraf        | 9 aprile 1991 (28 anni)     | 11    | 2    | Al-Ahly       |
| 13 | D    | Ahmed Ayman Mansour | 13 aprile 1994 (25 anni)    | 4     | 0    | Pyramids      |
| 14 | A    | Ahmed Ali           | 21 maggio 1986 (33 anni)    | 9     | 5    | Al-Mokawloon  |
| 15 | D    | Mahmoud Hamdy       | 1º giugno 1995 (24 anni)    | 2     | 0    | Zamalek       |
| 16 | P    | Mohamed El-Shenawy  | 18 dicembre 1988 (30 anni)  | 10    | 0    | Al-Ahly       |
| 17 | C    | Mohamed El Neny     | 11 luglio 1992 (26 anni)    | 72    | 6    | Arsenal       |
| 18 | A    | Ahmed Hassan Koka   | 5 marzo 1993 (26 anni)      | 21    | 5    | Olympiacos    |
| 19 | C    | Abdallah Said       | 13 luglio 1985 (33 anni)    | 43    | 6    | Pyramids      |
| 20 | D    | Mahmoud Alaa Eldin  | 28 gennaio 1991 (28 anni)   | 4     | 0    | Zamalek       |
| 21 | C    | Nabil Emad          | 6 aprile 1996 (23 anni)     | 4     | 0    | Pyramids      |
| 22 | C    | Amr Warda           | 17 settembre 1993 (25 anni) | 28    | 1    | Atromītos     |
| 23 | P    | Mahmoud Genesh      | 25 maggio 1987 (32 anni)    | 2     | 0    | Zamalek       |

### RD del Congo
Lista dei convocati resa nota l'11 giugno 2019.
Commissario Tecnico:  Florent Ibengé
| N. | Pos. | Giocatore           | Data nascita (età)         | Pres. | Reti | Squadra            |
| -- | ---- | ------------------- | -------------------------- | ----- | ---- | ------------------ |
| 1  | P    | Vumi Ley Matampi    | 18 aprile 1989 (30 anni)   | 35    | 0    | Al-Ansar           |
| 2  | D    | Issama Mpeko        | 3 marzo 1986 (33 anni)     | 65    | 1    | TP Mazembe         |
| 3  | D    | Ngonda Muzinga      | 31 dicembre 1994 (24 anni) | 11    | 0    | Vita Club          |
| 4  | D    | Bobo Ungenda        | 19 novembre 1989 (29 anni) | 12    | 0    | Primeiro de Agosto |
| 5  | D    | Marcel Tisserand    | 10 gennaio 1993 (26 anni)  | 16    | 0    | Wolfsburg          |
| 6  | A    | Chadrac Akolo       | 1º aprile 1995 (24 anni)   | 4     | 0    | Stoccarda          |
| 7  | C    | Youssuf Mulumbu     | 25 gennaio 1987 (32 anni)  | 41    | 1    | Kilmarnock         |
| 8  | C    | Trésor Mputu Mabi   | 10 dicembre 1985 (33 anni) | 49    | 14   | TP Mazembe         |
| 9  | A    | Jonathan Bolingi    | 30 giugno 1994 (24 anni)   | 22    | 7    | Anversa            |
| 10 | C    | Paul-José M'Poku    | 19 aprile 1992 (27 anni)   | 12    | 6    | RFC Liegi          |
| 11 | A    | Yannick Bolasie     | 24 maggio 1989 (30 anni)   | 36    | 9    | Anderlecht         |
| 12 | D    | Wilfred Moke        | 12 febbraio 1988 (31 anni) | 6     | 0    | Konyaspor          |
| 13 | A    | Elia Mechak         | 6 agosto 1996 (22 anni)    | 16    | 6    | TP Mazembe         |
| 14 | D    | Arthur Masuaku      | 7 novembre 1993 (25 anni)  | 3     | 1    | West Ham Utd       |
| 15 | D    | Christian Luyindama | 8 gennaio 1994 (25 anni)   | 8     | 0    | Galatasaray        |
| 16 | P    | Anthony Mossi       | 15 maggio 1994 (25 anni)   | 4     | 0    | Chiasso            |
| 17 | A    | Cédric Bakambu      | 11 aprile 1991 (28 anni)   | 19    | 8    | Beijing Guoan      |
| 18 | C    | Merveille Bokadi    | 21 maggio 1996 (23 anni)   | 19    | 1    | RFC Liegi          |
| 19 | A    | Britt Assombalonga  | 6 dicembre 1992 (26 anni)  | 3     | 0    | Middlesbrough      |
| 20 | C    | Jacques Maghoma     | 23 ottobre 1987 (31 anni)  | 21    | 0    | Birmingham City    |
| 21 | D    | Djuma Shabani       | 16 marzo 1993 (26 anni)    | 1     | 0    | Vita Club          |
| 22 | C    | Chancel Mbemba      | 8 agosto 1994 (24 anni)    | 46    | 3    | Porto              |
| 23 | P    | Parfait Mandanda    | 10 ottobre 1989 (29 anni)  | 17    | 0    | Dinamo Bucarest    |

### Uganda
Lista dei convocati resa nota l'11 giugno 2019.
Commissario Tecnico:  Sébastien Desabre
| N. | Pos. | Giocatore         | Data nascita (età)          | Pres. | Reti | Squadra            |
| -- | ---- | ----------------- | --------------------------- | ----- | ---- | ------------------ |
| 1  | P    | Robert Odongkara  | 2 settembre 1989 (29 anni)  | 29    | 0    | Adama City         |
| 2  | D    | Joseph Ochaya     | 14 dicembre 1993 (25 anni)  | 51    | 2    | TP Mazembe         |
| 3  | D    | Timothy Awany     | 6 agosto 1996 (22 anni)     | 25    | 0    | Kampala City       |
| 4  | D    | Murushid Juuko    | 14 aprile 1994 (25 anni)    | 35    | 1    | Simba              |
| 5  | D    | Bevis Mugabi      | 1º maggio 1995 (24 anni)    | 2     | 0    | Yeovil Town        |
| 6  | C    | Taddeo Lwanga     | 21 maggio 1994 (25 anni)    | 11    | 0    | Vipers             |
| 7  | A    | Emmanuel Okwi     | 25 dicembre 1992 (26 anni)  | 63    | 20   | Simba              |
| 8  | C    | Khalid Aucho      | 8 agosto 1993 (25 anni)     | 43    | 2    | Churchill Brothers |
| 9  | A    | Patrick Kaddu     | 9 ottobre 1995 (23 anni)    | 6     | 1    | Kampala City       |
| 10 | C    | Luwagga Kizito    | 23 dicembre 1993 (25 anni)  | 41    | 1    | Şahter Qarağandy   |
| 11 | A    | Derrick Nsibambi  | 19 giugno 1994 (25 anni)    | 21    | 6    | Smouha             |
| 12 | D    | Ronald Mukiibi    | 16 settembre 1991 (27 anni) | 0     | 0    | Östersund          |
| 13 | C    | Allan Kateregga   | 3 giugno 1994 (25 anni)     | 8     | 0    | Durban City        |
| 14 | D    | Nicholas Wadada   | 27 luglio 1994 (24 anni)    | 54    | 1    | Azam               |
| 15 | D    | Godfrey Walusimbi | 3 luglio 1989 (29 anni)     | 99    | 3    | Libero             |
| 16 | D    | Hassan Wasswa     | 14 febbraio 1988 (31 anni)  | 75    | 0    | Libero             |
| 17 | C    | Farouk Miya       | 26 novembre 1997 (21 anni)  | 52    | 19   | Gorica             |
| 18 | P    | Denis Onyango     | 15 maggio 1985 (34 anni)    | 70    | 0    | M. Sundowns        |
| 19 | P    | Jamal Salim       | 27 maggio 1995 (24 anni)    | 6     | 0    | Al-Hilal           |
| 20 | D    | Isaac Muleme      | 10 ottobre 1992 (26 anni)   | 37    | 0    | Viktoria Žižkov    |
| 21 | A    | Allan Kyambadde   | 15 gennaio 1996 (23 anni)   | 13    | 0    | Kampala City       |
| 22 | A    | Lumala Abdu       | 21 luglio 1997 (21 anni)    | 0     | 0    | Syrianska          |
| 23 | C    | Micheal Azira     | 22 agosto 1987 (31 anni)    | 5     | 0    | Montréal Impact    |

### Zimbabwe
Lista dei convocati resa nota il 12 giugno 2019.
Commissario Tecnico:  Sunday Chidzambwa
| N. | Pos. | Giocatore          | Data nascita (età)          | Pres. | Reti | Squadra             |
| -- | ---- | ------------------ | --------------------------- | ----- | ---- | ------------------- |
| 1  | P    | Edmore Sibanda     | 3 aprile 1986 (33 anni)     | 12    | 0    | Witbank Spurs       |
| 2  | D    | Tendayi Darikwa    | 13 dicembre 1991 (27 anni)  | 5     | 0    | Nottingham Forest   |
| 3  | C    | Danny Phiri        | 25 luglio 1989 (29 anni)    | 38    | 2    | Golden Arrows       |
| 4  | D    | Ronald Pfumbidzai  | 25 dicembre 1994 (24 anni)  | 13    | 2    | Bloemfontein Celtic |
| 5  | D    | Divine Lunga       | 28 maggio 1995 (24 anni)    | 7     | 0    | Golden Arrows       |
| 6  | D    | Alec Mudimu        | 8 aprile 1995 (24 anni)     | 9     | 0    | Cefn Druids         |
| 7  | C    | Talent Chawapiwa   | 3 giugno 1992 (27 anni)     | 24    | 4    | AmaZulu             |
| 8  | C    | Marshall Munetsi   | 22 giugno 1996 (22 anni)    | 10    | 0    | Orlando Pirates     |
| 9  | A    | Evans Rusike       | 13 giugno 1990 (29 anni)    | 21    | 4    | SuperSport Utd      |
| 10 | C    | Ovidy Karuru       | 23 gennaio 1989 (30 anni)   | 33    | 7    | AmaZulu             |
| 11 | C    | Khama Billiat      | 19 agosto 1990 (28 anni)    | 34    | 13   | Kaizer Chiefs       |
| 12 | D    | Jimmy Dzingai      | 21 novembre 1990 (28 anni)  | 3     | 0    | Power Dynamos       |
| 13 | P    | Elvis Chipezeze    | 11 marzo 1990 (29 anni)     | 0     | 0    | Baroka              |
| 14 | A    | Tino Kadewere      | 5 gennaio 1996 (23 anni)    | 11    | 2    | Le Havre            |
| 15 | D    | Teenage Hadebe     | 17 settembre 1995 (23 anni) | 18    | 3    | Kaizer Chiefs       |
| 16 | P    | George Chigova     | 4 marzo 1991 (28 anni)      | 30    | 0    | Polokwane City      |
| 17 | C    | Knowledge Musona   | 21 giugno 1990 (29 anni)    | 36    | 21   | Lokeren             |
| 18 | C    | Marvelous Nakamba  | 19 gennaio 1994 (25 anni)   | 15    | 0    | Club Bruges         |
| 19 | A    | Knox Mutizwa       | 12 ottobre 1993 (25 anni)   | 14    | 5    | Golden Arrows       |
| 20 | C    | Kudakwashe Mahachi | 29 settembre 1993 (25 anni) | 25    | 3    | Orlando Pirates     |
| 21 | C    | Thabani Kamusoko   | 2 marzo 1988 (31 anni)      | 6     | 0    | Young Africans      |
| 22 | C    | Tafadzwa Kutinyu   | 22 dicembre 1994 (24 anni)  | 12    | 2    | Azam                |
| 23 | A    | Nyasha Mushekwi    | 21 agosto 1987 (31 anni)    | 18    | 4    | Dalian Yifang       |

## Gruppo B

### Nigeria
Lista dei convocati resa nota il 10 giugno 2019.
Commissario Tecnico:  Gernot Rohr
| N. | Pos. | Giocatore            | Data nascita (età)          | Pres. | Reti | Squadra            |
| -- | ---- | -------------------- | --------------------------- | ----- | ---- | ------------------ |
| 1  | P    | Ikechukwu Ezenwa     | 16 ottobre 1988 (30 anni)   | 21    | 0    | Katsina United     |
| 2  | D    | Ola Aina             | 8 ottobre 1996 (22 anni)    | 8     | 0    | Torino             |
| 3  | D    | Jamilu Collins       | 5 agosto 1994 (24 anni)     | 7     | 0    | Paderborn          |
| 4  | C    | Wilfred Ndidi        | 16 dicembre 1996 (22 anni)  | 26    | 0    | Leicester City     |
| 5  | D    | William Troost-Ekong | 1º settembre 1993 (25 anni) | 30    | 1    | Udinese            |
| 6  | D    | Leon Balogun         | 28 giugno 1989 (29 anni)    | 27    | 0    | Brighton           |
| 7  | A    | Ahmed Musa           | 14 ottobre 1992 (26 anni)   | 81    | 15   | Al-Nassr           |
| 8  | C    | Oghenekaro Etebo     | 9 novembre 1995 (23 anni)   | 25    | 1    | Stoke City         |
| 9  | A    | Odion Ighalo         | 16 giugno 1989 (30 anni)    | 27    | 11   | Shanghai Shenhua   |
| 10 | C    | Mikel John Obi       | 22 aprile 1987 (32 anni)    | 85    | 6    | Middlesbrough      |
| 11 | C    | Henry Onyekuru       | 5 giugno 1997 (22 anni)     | 10    | 1    | Galatasaray        |
| 12 | D    | Abdullahi Shehu      | 12 marzo 1993 (26 anni)     | 30    | 0    | Bursaspor          |
| 13 | C    | Samuel Chukwueze     | 22 maggio 1999 (20 anni)    | 2     | 0    | Villarreal         |
| 14 | A    | Paul Onuachu         | 28 maggio 1994 (25 anni)    | 3     | 1    | Midtjylland        |
| 15 | C    | Moses Simon          | 12 luglio 1995 (23 anni)    | 24    | 5    | Levante            |
| 16 | P    | Daniel Akpeyi        | 3 agosto 1986 (32 anni)     | 10    | 0    | Kaizer Chiefs      |
| 17 | C    | Samuel Kalu          | 26 agosto 1997 (21 anni)    | 6     | 1    | Bordeaux           |
| 18 | C    | Alex Iwobi           | 3 maggio 1996 (23 anni)     | 28    | 5    | Arsenal            |
| 19 | C    | John Ogu             | 20 aprile 1988 (31 anni)    | 24    | 1    | Hapoel Be'er Sheva |
| 20 | D    | Chidozie Awaziem     | 1º gennaio 1997 (22 anni)   | 5     | 1    | Çaykur Rizespor    |
| 21 | A    | Victor Osimhen       | 29 dicembre 1998 (20 anni)  | 3     | 0    | Charleroi          |
| 22 | D    | Kenneth Omeruo       | 17 ottobre 1993 (25 anni)   | 44    | 0    | Leganés            |
| 23 | P    | Francis Uzoho        | 28 ottobre 1998 (20 anni)   | 13    | 0    | Anorthōsis         |

### Guinea
Lista dei convocati resa nota il 12 giugno 2019.
Commissario Tecnico:  Paul Put
| N. | Pos. | Giocatore          | Data nascita (età)          | Pres. | Reti | Squadra               |
| -- | ---- | ------------------ | --------------------------- | ----- | ---- | --------------------- |
| 1  | P    | Naby Yattara       | 12 gennaio 1984 (35 anni)   | 60    | 0    | Excelsior             |
| 2  | A    | Mohamed Yattara    | 28 luglio 1993 (25 anni)    | 31    | 10   | Auxerre               |
| 3  | D    | Issiaga Sylla      | 1º gennaio 1994 (25 anni)   | 45    | 1    | Tolosa                |
| 4  | C    | Amadou Diawara     | 17 luglio 1997 (21 anni)    | 5     | 0    | Napoli                |
| 5  | D    | Ernest Seka        | 22 giugno 1987 (31 anni)    | 7     | 0    | Nancy                 |
| 6  | D    | Simon Falette      | 19 febbraio 1992 (27 anni)  | 3     | 0    | Eintracht Francoforte |
| 7  | C    | Mady Camara        | 28 febbraio 1997 (22 anni)  | 7     | 0    | Olympiacos            |
| 8  | C    | Naby Keïta         | 10 febbraio 1995 (24 anni)  | 32    | 5    | Liverpool             |
| 9  | A    | José Kanté         | 27 settembre 1990 (28 anni) | 8     | 1    | Gimnàstic             |
| 10 | A    | François Kamano    | 2 maggio 1996 (23 anni)     | 28    | 5    | Bordeaux              |
| 11 | A    | Idrissa Sylla      | 3 dicembre 1990 (28 anni)   | 27    | 5    | Zulte Waregem         |
| 12 | P    | Ibrahim Koné       | 5 dicembre 1989 (29 anni)   | 2     | 0    | Pau                   |
| 13 | C    | Ibrahima Cissé     | 28 febbraio 1994 (25 anni)  | 4     | 1    | Fulham                |
| 14 | D    | Ousmane Sidibé     | 23 aprile 1985 (34 anni)    | 7     | 0    | AS Béziers            |
| 15 | D    | Julian Jeanvier    | 31 marzo 1992 (27 anni)     | 1     | 0    | Brentford             |
| 16 | A    | Ibrahima Traoré    | 21 aprile 1988 (31 anni)    | 46    | 8    | Borussia M'gladbach   |
| 17 | C    | Boubacar Fofana    | 6 novembre 1989 (29 anni)   | 19    | 0    | Gaz Metan Mediaș      |
| 18 | D    | Mikael Dyrestam    | 20 ottobre 1991 (27 anni)   | 2     | 0    | Xanthī                |
| 19 | A    | Bengali-Fodé Koita | 21 ottobre 1990 (28 anni)   | 1     | 0    | Kasımpaşa             |
| 20 | D    | Baïssama Sankoh    | 20 marzo 1992 (27 anni)     | 20    | 0    | Caen                  |
| 21 | A    | Sory Kaba          | 10 aprile 1995 (24 anni)    | 7     | 1    | Digione               |
| 22 | P    | Aly Keita          | 8 dicembre 1986 (32 anni)   | 2     | 0    | Östersund             |
| 23 | D    | Fodé Camara        | 17 aprile 1998 (21 anni)    | 1     | 0    | Gazélec Ajaccio       |

### Madagascar
Lista dei convocati resa nota il 15 giugno 2019.
Commissario Tecnico:  Nicolas Dupuis
| N. | Pos. | Giocatore                     | Data nascita (età)         | Pres. | Reti | Squadra         |
| -- | ---- | ----------------------------- | -------------------------- | ----- | ---- | --------------- |
| 1  | P    | Ibrahima Dabo                 | 22 luglio 1992 (26 anni)   | 11    | 0    | Saint-Pierroise |
| 2  | A    | Carolus Andriamatsinoro       | 6 luglio 1989 (29 anni)    | 28    | 8    | Al-Adalah       |
| 3  | C    | Romario Rakotoarisoa          | 24 gennaio 1994 (25 anni)  | 8     | 0    | Fosa Juniors    |
| 4  | D    | Gervais Randrianarisoa        | 7 novembre 1984 (34 anni)  | 36    | 0    | Saint-Pierroise |
| 5  | D    | Pascal Razakanantenaina       | 19 aprile 1987 (32 anni)   | 26    | 2    | Saint-Pierroise |
| 6  | C    | Marco Ilaimaharitra           | 26 luglio 1995 (23 anni)   | 7     | 0    | Charleroi       |
| 7  | C    | Dimitry Caloin                | 8 maggio 1990 (29 anni)    | 3     | 0    | Les Herbiers    |
| 8  | C    | Andriamirado Andrianarimanana | 16 agosto 1991 (27 anni)   | 19    | 1    | Kaizer Chiefs   |
| 9  | A    | Faneva Imà Andriatsima        | 3 giugno 1984 (35 anni)    | 38    | 13   | Clermont Foot   |
| 10 | A    | Njiva Rakotoharimalala        | 6 agosto 1992 (26 anni)    | 30    | 8    | Samut Sakhon    |
| 11 | A    | Paulin Voavy                  | 10 novembre 1987 (31 anni) | 43    | 12   | Misr Lel Makasa |
| 12 | A    | Lalaïna Nomenjanahary         | 1º giugno 1986 (33 anni)   | 35    | 2    | Paris FC        |
| 13 | C    | Anicet Andrianantenaina       | 13 marzo 1990 (29 anni)    | 8     | 1    | Ludogorec       |
| 14 | D    | Jérémy Morel                  | 2 aprile 1984 (35 anni)    | 3     | 0    | Olympique Lione |
| 15 | C    | Ibrahim Amada                 | 28 febbraio 1990 (29 anni) | 14    | 0    | MC Alger        |
| 16 | P    | Jean Dieu-Donné Randrianasolo | 26 maggio 1989 (30 anni)   | 10    | 0    | CNaPS Sports    |
| 17 | D    | Toavina Rambeloson            | 26 novembre 1992 (26 anni) | 3     | 0    | Arras           |
| 18 | C    | Rayan Raveloson               | 16 gennaio 1997 (22 anni)  | 1     | 0    | Troyes          |
| 19 | A    | William Gros                  | 31 marzo 1992 (27 anni)    | 3     | 0    | Vitré           |
| 20 | D    | Romain Métanire               | 28 marzo 1990 (29 anni)    | 4     | 0    | Minnesota Utd   |
| 21 | D    | Thomas Fontaine               | 8 maggio 1991 (28 anni)    | 8     | 0    | Stade Reims     |
| 22 | D    | Jérôme Mombris                | 27 novembre 1987 (31 anni) | 7     | 0    | Grenoble        |
| 23 | P    | Melvin Adrien                 | 30 agosto 1993 (25 anni)   | 2     | 0    | Martigues       |

### Burundi
Lista dei convocati resa nota il 10 giugno 2019.
Commissario Tecnico:  Olivier Niyungeko
| N. | Pos. | Giocatore              | Data nascita (età)          | Pres. | Reti | Squadra               |
| -- | ---- | ---------------------- | --------------------------- | ----- | ---- | --------------------- |
| 1  | P    | Jonathan Nahimana      | 12 dicembre 1999 (19 anni)  | 17    | 0    | Vital'O               |
| 2  | C    | Enock Sabumukama       | 4 settembre 1994 (24 anni)  | 4     | 0    | ZESCO Utd             |
| 3  | A    | Elvis Kamsoba          | 27 giugno 1996 (22 anni)    | 1     | 0    | Melbourne Victory     |
| 4  | C    | Pierre Kwizera         | 16 aprile 1991 (28 anni)    | 42    | 3    | Al-Oruba              |
| 5  | C    | Gaël Bigirimana        | 22 ottobre 1993 (25 anni)   | 6     | 0    | Hibernian             |
| 6  | D    | Karim Nizigiyimana     | 21 giugno 1989 (30 anni)    | 51    | 0    | Vipers                |
| 7  | A    | Fiston Abdul Razak     | 1º marzo 1993 (26 anni)     | 40    | 18   | JS Kabylie            |
| 8  | C    | Gaël Duhayindavyi      | 15 aprile 1990 (29 anni)    | 43    | 2    | Mukura Victory Sports |
| 9  | A    | Laudit Mavugo          | 10 ottobre 1989 (29 anni)   | 20    | 5    | NAPSA Stars           |
| 10 | C    | Shasiri Nahimana       | 5 agosto 1993 (25 anni)     | 30    | 2    | Al-Mujazzel           |
| 11 | A    | Selemani Ndikumana     | 18 marzo 1987 (32 anni)     | 31    | 12   | Al-Adalah             |
| 12 | C    | Hussein Shabani        | 26 settembre 1990 (28 anni) | 19    | 1    | Ethiopian Coffee      |
| 13 | P    | Justin Ndikumana       | 1º marzo 1993 (26 anni)     | 1     | 0    | Sofapaka              |
| 14 | D    | Omar Ngandu            | 3 ottobre 1996 (22 anni)    | 7     | 0    | Kigali                |
| 15 | D    | Omar Moussa            | 30 agosto 1997 (21 anni)    | 16    | 0    | Sofapaka              |
| 16 | D    | David Nshimirimana     | 2 gennaio 1993 (26 anni)    | 26    | 0    | Mukura Victory Sports |
| 17 | A    | Cédric Amissi          | 29 marzo 1990 (29 anni)     | 41    | 9    | Al-Taawoun            |
| 19 | A    | Saido Berahino         | 4 agosto 1993 (25 anni)     | 7     | 0    | Stoke City            |
| 19 | D    | Frédéric Nsabiyumva    | 26 aprile 1995 (24 anni)    | 27    | 0    | Chippa United         |
| 20 | A    | Francis Mustafa        | 3 maggio 1996 (23 anni)     | 0     | 0    | Gor Mahia             |
| 21 | A    | Mohamed Amissi         | 3 agosto 2000 (18 anni)     | 2     | 0    | NAC Breda             |
| 22 | D    | Christophe Nduwarugira | 22 giugno 1994 (24 anni)    | 26    | 0    | Amora                 |
| 23 | P    | MacArthur Arakaza      | 27 luglio 1995 (23 anni)    | 28    | 0    | Sofapaka              |

## Gruppo C

### Senegal
Lista dei convocati resa nota il 12 giugno 2019.
Commissario Tecnico:  Aliou Cissé
| N. | Pos. | Giocatore           | Data nascita (età)          | Pres. | Reti | Squadra        |
| -- | ---- | ------------------- | --------------------------- | ----- | ---- | -------------- |
| 1  | P    | Abdoulaye Diallo    | 30 marzo 1992 (27 anni)     | 18    | 0    | Rennes         |
| 2  | D    | Saliou Ciss         | 15 settembre 1989 (29 anni) | 18    | 0    | Valenciennes   |
| 3  | D    | Kalidou Koulibaly   | 20 giugno 1991 (28 anni)    | 32    | 0    | Napoli         |
| 4  | D    | Pape Abou Cissé     | 14 settembre 1995 (23 anni) | 3     | 1    | Olympiacos     |
| 5  | C    | Idrissa Gueye       | 26 settembre 1989 (29 anni) | 63    | 1    | Everton        |
| 6  | D    | Salif Sané          | 25 agosto 1990 (28 anni)    | 29    | 0    | Schalke 04     |
| 7  | A    | Pape Moussa Konaté  | 3 aprile 1993 (26 anni)     | 32    | 12   | Amiens         |
| 8  | C    | Cheikhou Kouyaté    | 21 dicembre 1989 (29 anni)  | 52    | 2    | Crystal Palace |
| 9  | A    | M'Baye Niang        | 19 dicembre 1994 (24 anni)  | 14    | 6    | Rennes         |
| 10 | A    | Sadio Mané          | 10 aprile 1992 (27 anni)    | 60    | 16   | Liverpool      |
| 11 | A    | Keita Baldé         | 8 marzo 1995 (24 anni)      | 24    | 4    | Inter          |
| 12 | D    | Youssouf Sabaly     | 5 marzo 1993 (26 anni)      | 11    | 0    | Bordeaux       |
| 13 | C    | Alfred N'Diaye      | 6 marzo 1990 (29 anni)      | 28    | 1    | Malaga         |
| 14 | C    | Henri Saivet        | 26 ottobre 1990 (28 anni)   | 24    | 1    | Bursaspor      |
| 15 | C    | Krépin Diatta       | 25 febbraio 1999 (20 anni)  | 2     | 0    | Club Bruges    |
| 16 | P    | Edouard Mendy       | 1º marzo 1992 (27 anni)     | 2     | 0    | Stade Reims    |
| 17 | C    | Papa Alioune Ndiaye | 27 ottobre 1990 (28 anni)   | 20    | 1    | Galatasaray    |
| 18 | A    | Ismaïla Sarr        | 25 febbraio 1998 (21 anni)  | 21    | 3    | Rennes         |
| 19 | A    | Mbaye Diagne        | 28 ottobre 1991 (27 anni)   | 4     | 0    | Galatasaray    |
| 20 | C    | Sada Thioub         | 1º giugno 1995 (24 anni)    | 2     | 0    | Nîmes          |
| 21 | D    | Lamine Gassama      | 20 ottobre 1989 (29 anni)   | 39    | 0    | Göztepe        |
| 22 | D    | Moussa Wagué        | 4 ottobre 1998 (20 anni)    | 14    | 1    | Barcellona     |
| 23 | P    | Alfred Gomis        | 5 settembre 1993 (25 anni)  | 5     | 0    | SPAL           |

### Algeria
Lista dei convocati resa nota il 30 maggio 2019.
Commissario Tecnico:  Djamel Belmadi
| N. | Pos. | Giocatore         | Data nascita (età)          | Pres. | Reti | Squadra           |
| -- | ---- | ----------------- | --------------------------- | ----- | ---- | ----------------- |
| 1  | P    | Azzedine Doukha   | 5 agosto 1986 (32 anni)     | 13    | 0    | Al-Ra'ed          |
| 2  | D    | Aïssa Mandi       | 21 ottobre 1991 (27 anni)   | 43    | 1    | Betis             |
| 3  | D    | Mehdi Tahrat      | 24 gennaio 1990 (29 anni)   | 6     | 0    | Lens              |
| 4  | D    | Djamel Benlamri   | 25 dicembre 1989 (29 anni)  | 2     | 0    | Al-Shabab         |
| 5  | D    | Rafik Halliche    | 2 settembre 1986 (32 anni)  | 39    | 3    | Moreirense        |
| 6  | D    | Mohamed Fares     | 15 febbraio 1996 (23 anni)  | 5     | 0    | SPAL              |
| 7  | A    | Riyad Mahrez      | 21 febbraio 1991 (28 anni)  | 44    | 10   | Manchester City   |
| 8  | A    | Youcef Belaïli    | 14 marzo 1992 (27 anni)     | 5     | 0    | Espérance         |
| 9  | A    | Baghdad Bounedjah | 24 novembre 1991 (27 anni)  | 22    | 9    | Al-Sadd           |
| 10 | C    | Sofiane Feghouli  | 26 dicembre 1989 (29 anni)  | 50    | 11   | Galatasaray       |
| 11 | A    | Yacine Brahimi    | 8 febbraio 1990 (29 anni)   | 45    | 11   | Porto             |
| 12 | A    | Adam Ounas        | 11 novembre 1996 (22 anni)  | 5     | 0    | Napoli            |
| 13 | A    | Islam Slimani     | 18 giugno 1988 (31 anni)    | 60    | 27   | Fenerbahçe        |
| 14 | C    | Hicham Boudaoui   | 23 settembre 1999 (19 anni) | 2     | 0    | Paradou AC        |
| 15 | C    | Andy Delort       | 9 ottobre 1991 (27 anni)    | 0     | 0    | Montpellier       |
| 16 | P    | Alexandre Oukidja | 19 luglio 1988 (30 anni)    | 1     | 0    | Metz              |
| 17 | C    | Adlène Guedioura  | 12 novembre 1985 (33 anni)  | 41    | 3    | Nottingham Forest |
| 18 | D    | Mehdi Zeffane     | 19 maggio 1992 (27 anni)    | 11    | 0    | Rennes            |
| 19 | C    | Mehdi Abeid       | 6 agosto 1992 (26 anni)     | 7     | 1    | Digione           |
| 20 | D    | Youcef Atal       | 17 maggio 1996 (23 anni)    | 7     | 1    | Nizza             |
| 21 | D    | Ramy Bensebaini   | 16 aprile 1995 (24 anni)    | 17    | 2    | Rennes            |
| 22 | C    | Ismaël Bennacer   | 1º dicembre 1997 (21 anni)  | 8     | 0    | Empoli            |
| 23 | P    | Raïs M'Bolhi      | 25 aprile 1986 (33 anni)    | 59    | 0    | Al-Ettifaq        |

### Kenya
Lista dei convocati resa nota il 14 giugno 2019.
Commissario Tecnico:  Sébastien Migné
| N. | Pos. | Giocatore         | Data nascita (età)          | Pres. | Squadra           |
| -- | ---- | ----------------- | --------------------------- | ----- | ----------------- |
| 1  | P    | Farouk Shikalo    | 10 dicembre 1996 (22 anni)  | 0     | Bandari           |
| 2  | D    | Joseph Okumu      | 26 maggio 1997 (22 anni)    | 1     | Real Monarchs     |
| 3  | D    | Aboud Omar        | 9 settembre 1992 (26 anni)  | 33    | Sepsi             |
| 4  | D    | Joash Onyango     | 31 gennaio 1993 (26 anni)   | 5     | Gor Mahia         |
| 5  | D    | Musa Mohammed     | 6 giugno 1991 (28 anni)     | 35    | Nkana             |
| 6  | D    | Benard Ochieng    | 25 gennaio 1996 (23 anni)   | 2     | Vihiga Utd        |
| 7  | C    | Ayub Masika       | 10 settembre 1992 (26 anni) | 16    | Beijing Renhe     |
| 8  | C    | Johanna Omolo     | 31 luglio 1989 (29 anni)    | 21    | Cercle Bruges     |
| 9  | A    | John Avire        | 12 marzo 1997 (22 anni)     | 0     | Sofapaka          |
| 10 | C    | Eric Johanna      | 8 novembre 1994 (24 anni)   | 23    | Brommapojkarna    |
| 11 | C    | Francis Kahata    | 4 luglio 1992 (26 anni)     | 32    | Gor Mahia         |
| 12 | C    | Victor Wanyama    | 25 giugno 1991 (27 anni)    | 53    | Tottenham         |
| 13 | D    | Erick Ouma Otieno | 27 settembre 1996 (22 anni) | 18    | Vasalund          |
| 14 | A    | Michael Olunga    | 26 marzo 1994 (25 anni)     | 31    | Kashiwa Reysol    |
| 15 | D    | David Owino       | 5 aprile 1988 (31 anni)     | 52    | ZESCO Utd         |
| 16 | C    | Paul Were         | 8 ottobre 1993 (25 anni)    | 32    | Trikala           |
| 17 | C    | Ismael Athuman    | 1º febbraio 1995 (24 anni)  | 9     | Las Palmas        |
| 18 | P    | Patrick Matasi    | 11 dicembre 1987 (31 anni)  | 19    | St. George        |
| 19 | C    | Ovella Ochieng    | 23 dicembre 1999 (19 anni)  | 15    | Vasalund          |
| 20 | D    | Philemon Otieno   | 18 ottobre 1992 (26 anni)   | 6     | Gor Mahia         |
| 21 | C    | Dennis Odhiambo   | 18 marzo 1985 (34 anni)     | 27    | Sofapaka          |
| 22 | A    | Masoud Juma       | 3 febbraio 1996 (23 anni)   | 6     | Al-Nasr Bengasi   |
| 23 | P    | John Oyemba       | 3 giugno 1993 (26 anni)     | 0     | Kariobangi Sharks |

### Tanzania
Lista dei convocati resa nota il 12 giugno 2019.
Commissario Tecnico:  Emmanuel Amunike
| N. | Pos. | Giocatore        | Data nascita (età)          | Pres. | Squadra          |
| -- | ---- | ---------------- | --------------------------- | ----- | ---------------- |
| 1  | P    | Aron Kalambo     | 7 gennaio 1995 (24 anni)    | 0     | Tanzania Prisons |
| 2  | D    | Gadiel Michael   | 12 settembre 1996 (22 anni) | 22    | Young Africans   |
| 3  | C    | Feisal Salum     | 11 gennaio 1998 (21 anni)   | 3     | Young Africans   |
| 4  | D    | Erasto Nyoni     | 7 maggio 1988 (31 anni)     | 87    | Simba            |
| 5  | D    | Kelvin Yondan    | 9 ottobre 1984 (34 anni)    | 80    | Young Africans   |
| 6  | D    | Aggrey Morris    | 12 marzo 1984 (35 anni)     | 54    | Azam             |
| 7  | C    | Himid Mao        | 15 novembre 1992 (26 anni)  | 49    | Petrojet         |
| 8  | C    | Frank Domayo     | 16 febbraio 1993 (26 anni)  | 38    | Azam             |
| 9  | A    | Adi Yussuf       | 3 ottobre 1992 (26 anni)    | 0     | Blackpool        |
| 10 | A    | Mbwana Samatta   | 7 gennaio 1992 (27 anni)    | 48    | Genk             |
| 11 | A    | Thomas Ulimwengu | 14 giugno 1993 (26 anni)    | 45    | JS Saoura        |
| 12 | A    | Simon Msuva      | 2 ottobre 1993 (25 anni)    | 53    | Difaâ El Jadida  |
| 13 | P    | Metacha Mnata    | 25 novembre 1998 (20 anni)  | 0     | Mbao             |
| 14 | A    | John Bocco       | 5 agosto 1989 (29 anni)     | 69    | Simba            |
| 15 | D    | Mohammed Hussein | 14 aprile 1994 (25 anni)    | 1     | Simba            |
| 16 | D    | Rashid Mandawa   | 5 maggio 1994 (25 anni)     | 6     | BDF XI           |
| 17 | C    | Faridi Mussa     | 21 giugno 1995 (24 anni)    | 19    | Tenerife         |
| 18 | P    | Aishi Manula     | 13 settembre 1995 (23 anni) | 29    | Simba            |
| 19 | D    | Vincent Phillipo | 6 agosto 1996 (22 anni)     | 0     | Mbao             |
| 20 | C    | Ally Mtoni       | 13 marzo 1993 (26 anni)     | 1     | Lipuli           |
| 21 | C    | Yahya Zayd       | 29 settembre 1998 (20 anni) | 5     | Ismaily          |
| 22 | D    | Hassan Ramadan   | 25 dicembre 1994 (24 anni)  | 7     | Nkana            |
| 23 | C    | Mudathir Yahya   | 6 giugno 1995 (24 anni)     | 15    | Azam             |

## Gruppo D

### Marocco
Lista dei convocati resa nota l'11 giugno 2019.
Commissario Tecnico:  Hervé Renard
| N. | Pos. | Giocatore             | Data nascita (età)          | Pres. | Reti | Squadra           |
| -- | ---- | --------------------- | --------------------------- | ----- | ---- | ----------------- |
| 1  | P    | Yassine Bounou        | 5 aprile 1991 (28 anni)     | 15    | 0    | Girona            |
| 2  | D    | Achraf Hakimi         | 4 novembre 1998 (20 anni)   | 19    | 1    | Borussia Dortmund |
| 3  | D    | Noussair Mazraoui     | 14 novembre 1997 (21 anni)  | 4     | 0    | Ajax              |
| 4  | D    | Manuel da Costa       | 6 maggio 1986 (33 anni)     | 35    | 1    | Al-Ittihad        |
| 5  | D    | Medhi Benatia         | 17 aprile 1987 (32 anni)    | 62    | 2    | Lekhwiya          |
| 6  | D    | Romain Saïss          | 26 marzo 1990 (29 anni)     | 33    | 1    | Wolverhampton     |
| 7  | C    | Hakim Ziyech          | 19 marzo 1993 (26 anni)     | 23    | 14   | Ajax              |
| 8  | C    | Karim El Ahmadi       | 27 gennaio 1985 (34 anni)   | 61    | 1    | Al-Ittihad        |
| 9  | C    | Sofiane Boufal        | 17 settembre 1993 (25 anni) | 9     | 0    | Celta Vigo        |
| 10 | C    | Younès Belhanda       | 25 febbraio 1990 (29 anni)  | 53    | 5    | Galatasaray       |
| 11 | C    | Fayçal Fajr           | 1º agosto 1988 (30 anni)    | 31    | 3    | Caen              |
| 12 | P    | Munir Mohand Mohamedi | 10 maggio 1989 (30 anni)    | 34    | 0    | Malaga            |
| 13 | A    | Khalid Boutaïb        | 24 aprile 1987 (32 anni)    | 22    | 9    | Zamalek           |
| 14 | C    | Mbark Boussoufa       | 15 agosto 1984 (34 anni)    | 66    | 7    | Al-Shabab         |
| 15 | C    | Youssef Aït Bennasser | 7 luglio 1996 (22 anni)     | 19    | 0    | Monaco            |
| 16 | A    | Nordin Amrabat        | 31 marzo 1987 (32 anni)     | 52    | 5    | Al-Nassr          |
| 17 | D    | Nabil Dirar           | 25 febbraio 1986 (33 anni)  | 39    | 3    | Fenerbahçe        |
| 18 | C    | Mehdi Bourabia        | 8 luglio 1991 (27 anni)     | 3     | 0    | Sassuolo          |
| 19 | A    | Youssef En-Nesyri     | 1º giugno 1997 (22 anni)    | 22    | 6    | Leganés           |
| 20 | A    | Oussama Idrissi       | 26 febbraio 1996 (23 anni)  | 2     | 0    | AZ Alkmaar        |
| 21 | D    | Yunis Abdelhamid      | 28 settembre 1987 (31 anni) | 4     | 0    | Stade Reims       |
| 22 | P    | Ahmed Reda Tagnaouti  | 5 aprile 1996 (23 anni)     | 2     | 0    | Wydad Casablanca  |
| 23 | A    | Abderrazak Hamdallah  | 17 dicembre 1990 (28 anni)  | 14    | 6    | Al-Nassr          |

### Costa d'Avorio
Lista dei convocati resa nota il 12 giugno 2019.
Commissario Tecnico:  Ibrahim Kamara
| N. | Pos. | Giocatore            | Data nascita (età)          | Pres. | Squadra          |
| -- | ---- | -------------------- | --------------------------- | ----- | ---------------- |
| 1  | P    | Tape Ira Eliezer     | 31 agosto 1997 (21 anni)    | 0     | San-Pédro        |
| 2  | D    | Wonlo Coulibaly      | 22 dicembre 1991 (27 anni)  | 1     | ASEC Mimosas     |
| 3  | D    | Souleyman Doumbia    | 24 settembre 1996 (22 anni) | 0     | Rennes           |
| 4  | D    | Jean-Philippe Gbamin | 25 settembre 1995 (23 anni) | 6     | Magonza          |
| 5  | D    | Wilfried Kanon       | 6 luglio 1993 (25 anni)     | 35    | ADO Den Haag     |
| 6  | D    | Ismaël Traoré        | 18 agosto 1986 (32 anni)    | 5     | Angers           |
| 7  | C    | Victorien Angban     | 29 settembre 1996 (22 anni) | 8     | Metz             |
| 8  | C    | Franck Kessié        | 19 dicembre 1996 (22 anni)  | 28    | Milan            |
| 9  | A    | Wilfried Zaha        | 10 novembre 1992 (26 anni)  | 9     | Crystal Palace   |
| 10 | C    | Jean Seri            | 19 luglio 1991 (27 anni)    | 23    | Fulham           |
| 11 | A    | Maxwel Cornet        | 27 settembre 1996 (22 anni) | 10    | Olympique Lione  |
| 12 | A    | Wilfried Bony        | 10 dicembre 1988 (30 anni)  | 52    | Al-Arabi         |
| 13 | A    | Roger Assalé         | 13 novembre 1993 (25 anni)  | 14    | Young Boys       |
| 14 | A    | Jonathan Kodjia      | 22 ottobre 1989 (29 anni)   | 17    | Aston Villa      |
| 15 | C    | Max Gradel           | 30 novembre 1987 (31 anni)  | 65    | Tolosa           |
| 16 | P    | Sylvain Gbohouo      | 29 ottobre 1988 (30 anni)   | 40    | TP Mazembe       |
| 17 | D    | Serge Aurier         | 24 dicembre 1992 (26 anni)  | 52    | Tottenham        |
| 18 | C    | Ibrahim Sangaré      | 2 dicembre 1997 (21 anni)   | 2     | Tolosa           |
| 19 | A    | Nicolas Pépé         | 20 maggio 1995 (24 anni)    | 11    | Lilla            |
| 20 | C    | Serey Die            | 7 novembre 1984 (34 anni)   | 44    | Neuchâtel Xamax  |
| 21 | D    | Cheick Comara        | 14 ottobre 1993 (25 anni)   | 9     | Wydad Casablanca |
| 22 | D    | Mamadou Bagayoko     | 31 dicembre 1989 (29 anni)  | 8     | Red Star         |
| 23 | P    | Badra Ali Sangaré    | 30 maggio 1986 (33 anni)    | 13    | Free State Stars |

### Sudafrica
Lista dei convocati resa nota il 9 giugno 2019.
Commissario Tecnico:  Stuart Baxter
| N. | Pos. | Giocatore          | Data nascita (età)          | Pres. | Squadra              |
| -- | ---- | ------------------ | --------------------------- | ----- | -------------------- |
| 1  | P    | Darren Keet        | 5 agosto 1989 (29 anni)     | 9     | Bidvest Wits         |
| 2  | D    | Buhle Mkhwanazi    | 1º febbraio 1990 (29 anni)  | 15    | Bidvest Wits         |
| 3  | D    | Innocent Maela     | 14 agosto 1992 (26 anni)    | 3     | Orlando Pirates      |
| 4  | D    | Daniel Cardoso     | 6 ottobre 1988 (30 anni)    | 1     | Kaizer Chiefs        |
| 5  | D    | Thamsanqa Mkhize   | 18 agosto 1988 (30 anni)    | 6     | Cape Town City       |
| 6  | D    | Ramahlwe Mphahlele | 1º febbraio 1990 (29 anni)  | 14    | Kaizer Chiefs        |
| 7  | A    | Lebohang Maboe     | 17 settembre 1994 (24 anni) | 7     | M. Sundowns          |
| 8  | C    | Bongani Zungu      | 9 ottobre 1992 (26 anni)    | 24    | Amiens               |
| 9  | A    | Lebo Mothiba       | 28 gennaio 1996 (23 anni)   | 7     | Strasburgo           |
| 10 | C    | Thulani Serero     | 4 novembre 1990 (28 anni)   | 40    | Vitesse              |
| 11 | C    | Themba Zwane       | 3 agosto 1989 (29 anni)     | 16    | M. Sundowns          |
| 12 | C    | Kamohelo Mokotjo   | 11 marzo 1991 (28 anni)     | 15    | Brentford            |
| 13 | C    | Tiyani Mabunda     | 17 aprile 1988 (31 anni)    | 9     | M. Sundowns          |
| 14 | D    | Thulani Hlatshwayo | 18 dicembre 1989 (29 anni)  | 40    | Bidvest Wits         |
| 15 | C    | Dean Furman        | 22 giugno 1988 (30 anni)    | 49    | SuperSport Utd       |
| 16 | P    | Bruce Bvuma        | 13 maggio 1995 (24 anni)    | 0     | Kaizer Chiefs        |
| 17 | C    | Sibusiso Vilakazi  | 29 dicembre 1989 (29 anni)  | 32    | M. Sundowns          |
| 18 | D    | Sifiso Hlanti      | 1º maggio 1990 (29 anni)    | 13    | Bidvest Wits         |
| 19 | A    | Percy Tau          | 13 maggio 1994 (25 anni)    | 18    | Union Saint-Gilloise |
| 20 | C    | Hlompho Kekana     | 23 maggio 1985 (34 anni)    | 26    | M. Sundowns          |
| 21 | A    | Lars Veldwijk      | 21 agosto 1991 (27 anni)    | 2     | Sparta Rotterdam     |
| 22 | P    | Ronwen Williams    | 21 gennaio 1992 (27 anni)   | 5     | SuperSport Utd       |
| 23 | A    | Thembinkosi Lorch  | 22 luglio 1993 (25 anni)    | 4     | Orlando Pirates      |

### Namibia
Lista dei convocati resa nota il 12 giugno 2019.
Commissario Tecnico:  Fillemon Kanalelo
| N. | Pos. | Giocatore         | Data nascita (età)         | Pres. | Squadra           |
| -- | ---- | ----------------- | -------------------------- | ----- | ----------------- |
| 1  | P    | Maximilian Mbaeva | 14 aprile 1989 (30 anni)   | 21    | Golden Arrows     |
| 2  | D    | Denzil Haoseb     | 25 febbraio 1991 (28 anni) | 57    | Highlands Park    |
| 3  | D    | Ananias Gebhardt  | 8 settembre 1988 (30 anni) | 42    | Baroka            |
| 4  | D    | Riaan Hanamub     | 8 febbraio 1995 (24 anni)  | 19    | Jomo Cosmos       |
| 5  | D    | Charles Hambira   | 3 giugno 1990 (29 anni)    | 12    | Tura Magic        |
| 6  | C    | Larry Horaeb      | 12 novembre 1991 (27 anni) | 44    | Tura Magic        |
| 7  | C    | Hotto Kavendji    | 29 ottobre 1991 (27 anni)  | 44    | Bidvest Wits      |
| 8  | C    | Willy Stephanus   | 26 giugno 1991 (27 anni)   | 44    | Lusaka Dynamos    |
| 9  | A    | Benson Shilongo   | 18 maggio 1992 (27 anni)   | 26    | Ismaily           |
| 10 | A    | Manfred Starke    | 21 febbraio 1991 (28 anni) | 3     | Carl Zeiss Jena   |
| 11 | C    | Absalom Limbondi  | 11 ottobre 1991 (27 anni)  | 23    | Utd Africa Tigers |
| 12 | C    | Ronald Ketjijere  | 12 dicembre 1987 (31 anni) | 64    | African Stars     |
| 13 | A    | Peter Shalulile   | 23 marzo 1993 (26 anni)    | 27    | Highlands Park    |
| 14 | C    | Joslin Kamatuka   | 22 luglio 1991 (27 anni)   | 7     | Cape Umoya Utd    |
| 15 | C    | Marcel Papama     | 28 aprile 1996 (23 anni)   | 5     | African Stars     |
| 16 | P    | Ratanda Mbazuvara | 15 agosto 1989 (29 anni)   | 1     | African Stars     |
| 17 | A    | Itamunua Keimuine | 1º maggio 1993 (26 anni)   | 28    | Dire Dawa City    |
| 18 | A    | Isaskar Gurirab   | 3 gennaio 1998 (21 anni)   | 2     | Life Fighters     |
| 19 | C    | Petrus Shitembi   | 11 maggio 1992 (27 anni)   | 61    | Lusaka Dynamos    |
| 20 | D    | Ivan Kamberipa    | 3 febbraio 1994 (25 anni)  | 2     | African Stars     |
| 21 | C    | Dynamo Fredericks | 4 aprile 1992 (27 anni)    | 21    | Black Africa      |
| 22 | D    | Ryan Nyambe       | 4 dicembre 1997 (21 anni)  | 0     | Blackburn         |
| 23 | P    | Lloyd Kazapua     | 25 marzo 1989 (30 anni)    | 14    | Maccabi FC SA     |

## Gruppo E

### Tunisia
Lista dei convocati resa nota l'11 giugno 2019.
Commissario Tecnico:  Alain Giresse
| N. | Pos. | Giocatore             | Data nascita (età)          | Pres. | Squadra          |
| -- | ---- | --------------------- | --------------------------- | ----- | ---------------- |
| 1  | P    | Farouk Ben Mustapha   | 1º luglio 1989 (29 anni)    | 25    | Al-Shabab        |
| 2  | C    | Wajdi Kechrida        | 5 novembre 1995 (23 anni)   | 1     | Étoile du Sahel  |
| 3  | D    | Dylan Bronn           | 19 giugno 1995 (24 anni)    | 11    | Gent             |
| 4  | D    | Yassine Meriah        | 2 luglio 1993 (25 anni)     | 28    | Olympiacos       |
| 5  | D    | Oussama Haddadi       | 28 gennaio 1992 (27 anni)   | 15    | Digione          |
| 6  | D    | Rami Bedoui           | 19 gennaio 1990 (29 anni)   | 14    | Al-Fayha         |
| 7  | C    | Youssef Msakni        | 28 ottobre 1990 (28 anni)   | 49    | Eupen            |
| 8  | A    | Firas Chaouat         | 8 maggio 1996 (23 anni)     | 4     | Sfaxien          |
| 9  | C    | Anice Badri           | 18 settembre 1990 (28 anni) | 15    | Espérance        |
| 10 | A    | Wahbi Khazri          | 8 febbraio 1991 (28 anni)   | 43    | Saint-Étienne    |
| 11 | A    | Taha Yassine Khenissi | 6 gennaio 1992 (27 anni)    | 23    | Espérance        |
| 12 | D    | Karim Aouadhi         | 2 maggio 1988 (31 anni)     | 10    | Étoile du Sahel  |
| 13 | C    | Ferjani Sassi         | 18 marzo 1992 (27 anni)     | 45    | Zamalek          |
| 14 | D    | Mohamed Dräger        | 25 giugno 1996 (22 anni)    | 4     | Paderborn        |
| 15 | C    | Marc Lamti            | 28 gennaio 2001 (18 anni)   | 1     | Bayer Leverkusen |
| 16 | P    | Mouez Hassen          | 5 marzo 1995 (24 anni)      | 5     | Nizza            |
| 17 | C    | Ellyes Skhiri         | 10 maggio 1995 (24 anni)    | 14    | Montpellier      |
| 18 | C    | Bassem Srarfi         | 25 giugno 1997 (21 anni)    | 12    | Nizza            |
| 19 | C    | Ayman Ben Mohamed     | 8 dicembre 1994 (24 anni)   | 2     | Espérance        |
| 20 | C    | Ghailene Chaalali     | 28 febbraio 1994 (25 anni)  | 8     | Espérance        |
| 21 | D    | Nassim Hnid           | 12 marzo 1997 (22 anni)     | 0     | Sfaxien          |
| 22 | P    | Moez Ben Cherifia     | 24 giugno 1991 (27 anni)    | 17    | Espérance        |
| 23 | C    | Naïm Sliti            | 27 luglio 1992 (26 anni)    | 30    | Digione          |

### Mali
Lista dei convocati resa nota il 15 giugno 2019.
Commissario Tecnico:  Mohamed Magassouba
| N. | Pos. | Giocatore             | Data nascita (età)         | Pres. | Squadra           |
| -- | ---- | --------------------- | -------------------------- | ----- | ----------------- |
| 1  | P    | Ibrahim Mounkoro      | 23 febbraio 1990 (29 anni) | 0     | TP Mazembe        |
| 2  | D    | Hamari Traoré         | 27 gennaio 1992 (27 anni)  | 18    | Rennes            |
| 3  | D    | Youssouf Koné         | 5 luglio 1995 (23 anni)    | 12    | Lilla             |
| 4  | C    | Amadou Haidara        | 31 gennaio 1998 (21 anni)  | 6     | RB Lipsia         |
| 5  | D    | Kiki Kouyaté          | 15 aprile 1997 (22 anni)   | 1     | Troyes            |
| 6  | D    | Massadio Haïdara      | 2 dicembre 1992 (26 anni)  | 1     | Lens              |
| 7  | C    | Moussa Doumbia        | 15 agosto 1994 (24 anni)   | 17    | Stade Reims       |
| 8  | C    | Diadie Samassékou     | 11 gennaio 1996 (23 anni)  | 8     | Salisburgo        |
| 9  | A    | Moussa Marega         | 14 aprile 1991 (28 anni)   | 20    | Porto             |
| 10 | A    | Kalifa Coulibaly      | 21 agosto 1991 (27 anni)   | 14    | Nantes            |
| 11 | C    | Lassana Coulibaly     | 10 aprile 1996 (23 anni)   | 14    | Rangers           |
| 12 | A    | Sekou Koita           | 28 novembre 1999 (19 anni) | 0     | Wolfsberger       |
| 13 | D    | Molla Wague           | 21 febbraio 1991 (28 anni) | 30    | Nottingham Forest |
| 14 | C    | Adama Traoré          | 5 giugno 1995 (24 anni)    | 19    | Orléans           |
| 15 | D    | Mamadou Fofana        | 21 gennaio 1998 (21 anni)  | 9     | Metz              |
| 16 | P    | Djigui Diarra         | 27 febbraio 1995 (24 anni) | 25    | Stade Malien      |
| 17 | D    | Falaye Sacko          | 1º maggio 1995 (24 anni)   | 8     | Vitória Guimarães |
| 18 | C    | Cheick Oumar Doucoure | 8 gennaio 2000 (19 anni)   | 2     | Lens              |
| 19 | C    | Moussa Djénépo        | 15 giugno 1998 (21 anni)   | 9     | Standard Liegi    |
| 20 | A    | Adama Niane           | 16 giugno 1993 (26 anni)   | 5     | Charleroi         |
| 21 | C    | Adama Traoré          | 28 giugno 1995 (23 anni)   | 8     | Cercle Bruges     |
| 22 | P    | Adama Kéïta           | 3 maggio 1990 (29 anni)    | 1     | Djoliba           |
| 23 | A    | Abdoulay Diaby        | 21 maggio 1991 (28 anni)   | 17    | Sporting Lisbona  |

### Mauritania
Lista dei convocati resa nota il 20 maggio 2019.
Commissario Tecnico:  Corentin Martins
| N. | Pos. | Giocatore          | Data nascita (età)          | Pres. | Reti | Squadra          |
| -- | ---- | ------------------ | --------------------------- | ----- | ---- | ---------------- |
| 1  | P    | Brahim Souleymane  | 30 dicembre 1986 (32 anni)  | 23    | 0    | Ksar             |
| 2  | D    | Moustapha Diaw     | 31 dicembre 1996 (22 anni)  | 28    | 0    | Tevragh-Zeïna    |
| 3  | D    | Aly Abeid          | 11 dicembre 1997 (21 anni)  | 28    | 2    | Alcorcón         |
| 4  | D    | Harouna Abou Demba | 31 dicembre 1991 (27 anni)  | 8     | 0    | Grenoble         |
| 5  | D    | Abdoul Ba          | 8 febbraio 1994 (25 anni)   | 30    | 0    | Auxerre          |
| 6  | C    | Khassa Camara      | 22 ottobre 1992 (26 anni)   | 31    | 2    | Xanthī           |
| 7  | A    | Ismaël Diakité     | 13 dicembre 1991 (27 anni)  | 42    | 7    | Tataouine        |
| 8  | C    | Diallo Guidileye   | 30 dicembre 1989 (29 anni)  | 22    | 1    | Elazığspor       |
| 9  | A    | Hemeya Tanjy       | 1º maggio 1998 (21 anni)    | 6     | 0    | Nouadhibou       |
| 10 | A    | Adama Ba           | 27 agosto 1993 (25 anni)    | 23    | 5    | Gaziantep        |
| 11 | A    | Bessam             | 5 dicembre 1987 (31 anni)   | 47    | 12   | Gabès            |
| 12 | C    | Alassane Diop      | 22 settembre 1997 (21 anni) | 7     | 0    | Hajer            |
| 13 | D    | Sally Sarr         | 6 maggio 1986 (33 anni)     | 11    | 0    | Servette         |
| 14 | C    | Mohamed Yali       | 1º novembre 1997 (21 anni)  | 31    | 2    | DRB Tadjenanet   |
| 15 | D    | Bakary N'Diaye     | 26 novembre 1998 (20 anni)  | 16    | 0    | Difaâ El Jadida  |
| 16 | P    | Namori Diaw        | 30 dicembre 1991 (27 anni)  | 2     | 0    | Kédia            |
| 17 | A    | Souleymane Anne    | 5 dicembre 1997 (21 anni)   | 1     | 0    | Aurillac Arpajon |
| 18 | C    | Hacen              | 31 dicembre 1997 (21 anni)  | 35    | 6    | Real Valladolid  |
| 19 | C    | Ibréhima Coulibaly | 30 luglio 1989 (29 anni)    | 1     | 0    | Grenoble         |
| 20 | D    | Abdoulkader Thiam  | 3 ottobre 1998 (20 anni)    | 3     | 0    | Orléans          |
| 21 | D    | Diadié Diarra      | 23 gennaio 1993 (26 anni)   | 4     | 0    | Sedan            |
| 22 | P    | Babacar Diop       | 17 settembre 1995 (23 anni) | 1     | 0    | Police           |
| 23 | C    | Abdoulaye Gaye     | 13 settembre 1991 (27 anni) | 41    | 2    | Nouadhibou       |

### Angola
Lista dei convocati resa nota l'11 giugno 2019.
Commissario Tecnico:  Srđan Vasiljević
| N. | Pos. | Giocatore       | Data nascita (età)          | Pres. | Squadra            |
| -- | ---- | --------------- | --------------------------- | ----- | ------------------ |
| 1  | P    | Ndulo           | 1º giugno 1996 (23 anni)    | 1     | Académica Lobito   |
| 2  | D    | Bruno Gaspar    | 21 aprile 1993              | 0     | Sporting Lisbona   |
| 3  | D    | Jonathan Buatu  | 27 settembre 1993 (25 anni) | 15    | Rio Ave            |
| 4  | C    | Show            | 6 marzo 1999 (20 anni)      | 10    | Primeiro de Agosto |
| 5  | D    | Dani Massunguna | 1º maggio 1986 (33 anni)    | 46    | Primeiro de Agosto |
| 6  | D    | Wilson Carmo    | 29 settembre 1990 (28 anni) | 13    | Petro Atlético     |
| 7  | A    | Djalma          | 30 maggio 1987 (32 anni)    | 46    | Alanyaspor         |
| 8  | D    | Paízo           | 10 maggio 1992 (27 anni)    | 9     | Primeiro de Agosto |
| 9  | A    | Fredy           | 27 marzo 1990 (29 anni)     | 21    | Belenenses SAD     |
| 10 | A    | Gelson          | 13 luglio 1996 (22 anni)    | 22    | Rio Ave            |
| 11 | A    | Geraldo         | 23 novembre 1991 (27 anni)  | 20    | Al-Ahly            |
| 12 | P    | Tony Cabaça     | 23 aprile 1986 (33 anni)    | 1     | Primeiro de Agosto |
| 13 | C    | José Macaia     | 24 marzo 1994 (25 anni)     | 0     | Primeiro de Agosto |
| 14 | A    | Mabululu        | 10 settembre 1989 (29 anni) | 7     | Primeiro de Agosto |
| 15 | D    | Bastos          | 23 novembre 1991 (27 anni)  | 44    | Lazio              |
| 16 | C    | Stélvio         | 24 gennaio 1989 (30 anni)   | 10    | F91 Dudelange      |
| 17 | A    | Mateus          | 19 giugno 1984 (35 anni)    | 59    | Boavista           |
| 18 | C    | Herenilson      | 26 agosto 1996 (22 anni)    | 22    | Petro Atlético     |
| 19 | A    | Evandro Brandão | 7 maggio 1991 (28 anni)     | 1     | Leixões            |
| 20 | A    | Wilson Eduardo  | 8 luglio 1990 (28 anni)     | 1     | Braga              |
| 21 | D    | Isaac Correia   | 25 aprile 1991 (28 anni)    | 17    | Primeiro de Agosto |
| 22 | P    | Landú Mavanga   | 4 gennaio 1990 (29 anni)    | 34    | Interclube         |
| 23 | D    | Eddy Afonso     | 7 marzo 1994 (25 anni)      | 11    | Petro Atlético     |

## Gruppo F

### Camerun
Lista dei convocati resa nota l'11 giugno 2019.
Commissario Tecnico:  Clarence Seedorf
| N. | Pos. | Giocatore                | Data nascita (età)          | Pres. | Squadra             |
| -- | ---- | ------------------------ | --------------------------- | ----- | ------------------- |
| 1  | P    | André Onana              | 2 aprile 1996 (23 anni)     | 9     | Ajax                |
| 2  | D    | Collins Faï              | 23 novembre 1992 (26 anni)  | 23    | Standard Liegi      |
| 3  | D    | Gaëtan Bong              | 25 aprile 1988 (31 anni)    | 15    | Brighton            |
| 4  | D    | Yaya Banana              | 29 luglio 1991 (27 anni)    | 11    | Paniōnios           |
| 5  | D    | Michael Ngadeu-Ngadjui   | 23 novembre 1990 (28 anni)  | 25    | Slavia Praga        |
| 6  | D    | Ambroise Oyongo          | 22 giugno 1991 (27 anni)    | 37    | Montpellier         |
| 7  | A    | Clinton N'Jie            | 15 agosto 1993 (25 anni)    | 25    | Olympique Marsiglia |
| 8  | C    | André Zambo Anguissa     | 16 novembre 1995 (23 anni)  | 16    | Fulham              |
| 9  | A    | Stéphane Bahoken         | 28 maggio 1992 (27 anni)    | 5     | Angers              |
| 10 | C    | Arnaud Djoum             | 2 maggio 1989 (30 anni)     | 19    | Hearts              |
| 11 | C    | Christian Bassogog       | 18 ottobre 1995 (23 anni)   | 21    | Henan Jianye        |
| 12 | D    | Joyskim Dawa             | 9 aprile 1996 (23 anni)     | 1     | Mariupol'           |
| 13 | A    | Eric Maxim Choupo-Moting | 23 marzo 1989 (30 anni)     | 50    | Paris Saint-Germain |
| 14 | C    | Georges Mandjeck         | 9 dicembre 1988 (30 anni)   | 46    | Maccabi Haifa       |
| 15 | C    | Pierre Kunde             | 26 luglio 1995 (23 anni)    | 6     | Magonza             |
| 16 | P    | Fabrice Ondoa            | 24 dicembre 1995 (23 anni)  | 40    | Ostenda             |
| 17 | A    | Karl Toko Ekambi         | 14 settembre 1992 (26 anni) | 22    | Villarreal          |
| 18 | A    | Joel Tagueu              | 6 novembre 1993 (25 anni)   | 4     | Marítimo            |
| 19 | A    | Jacques Zoua             | 6 settembre 1991 (27 anni)  | 24    | Astra Giurgiu       |
| 20 | C    | Olivier Boumal           | 17 settembre 1989 (29 anni) | 3     | Paniōnios           |
| 21 | C    | Wilfrid Kaptoum          | 7 luglio 1996 (22 anni)     | 0     | Betis               |
| 22 | D    | Jean-Armel Kana-Biyik    | 3 luglio 1989 (29 anni)     | 6     | Kayserispor         |
| 23 | P    | Carlos Kameni            | 18 febbraio 1984 (35 anni)  | 70    | Fenerbahçe          |

### Ghana
Lista dei convocati resa nota il 10 giugno 2019.
Commissario Tecnico:  Kwesi Appiah
| N. | Pos. | Giocatore         | Data nascita (età)          | Pres. | Squadra             |
| -- | ---- | ----------------- | --------------------------- | ----- | ------------------- |
| 1  | P    | Richard Ofori     | 1º novembre 1993 (25 anni)  | 15    | Durban City         |
| 2  | D    | Joseph Attamah    | 22 maggio 1994 (25 anni)    | 5     | İstanbul Başakşehir |
| 3  | A    | Asamoah Gyan      | 22 novembre 1985 (33 anni)  | 106   | Kayserispor         |
| 4  | D    | Jonathan Mensah   | 13 luglio 1990 (28 anni)    | 61    | Columbus Crew       |
| 5  | C    | Thomas Partey     | 13 giugno 1993 (26 anni)    | 21    | Atlético Madrid     |
| 6  | C    | Afriyie Acquah    | 5 gennaio 1992 (27 anni)    | 34    | Empoli              |
| 7  | C    | Christian Atsu    | 10 gennaio 1992 (27 anni)   | 61    | Newcastle Utd       |
| 8  | A    | Owusu Kwabena     | 18 giugno 1997 (22 anni)    | 0     | Salamanca UDS       |
| 9  | A    | Jordan Ayew       | 11 settembre 1991 (27 anni) | 53    | Crystal Palace      |
| 10 | C    | André Ayew        | 17 dicembre 1989 (29 anni)  | 81    | Fenerbahçe          |
| 11 | C    | Mubarak Wakaso    | 25 luglio 1990 (28 anni)    | 54    | Alavés              |
| 12 | P    | Lawrence Ati-Zigi | 29 novembre 1996 (22 anni)  | 3     | Sochaux             |
| 13 | A    | Caleb Ekuban      | 23 marzo 1994 (25 anni)     | 2     | Trabzonspor         |
| 14 | D    | Lumor Agbenyenu   | 15 agosto 1996 (22 anni)    | 12    | Göztepe             |
| 15 | D    | Kasim Nuhu        | 22 giugno 1995 (23 anni)    | 6     | Hoffenheim          |
| 16 | P    | Felix Annan       | 22 novembre 1994 (24 anni)  | 1     | Asante Kotoko       |
| 17 | D    | Abdul Rahman Baba | 2 luglio 1994 (24 anni)     | 24    | Stade Reims         |
| 18 | D    | Joseph Aidoo      | 29 settembre 1995 (23 anni) | 1     | Genk                |
| 19 | C    | Samuel Owusu      | 28 marzo 1996 (23 anni)     | 0     | Čukarički           |
| 20 | C    | Kwadwo Asamoah    | 9 dicembre 1988 (30 anni)   | 71    | Inter               |
| 21 | D    | John Boye         | 23 aprile 1987 (32 anni)    | 64    | Metz                |
| 22 | D    | Andy Yiadom       | 2 dicembre 1991 (27 anni)   | 5     | Reading             |
| 23 | C    | Thomas Agyepong   | 10 ottobre 1996 (22 anni)   | 5     | Hibernian           |

### Benin
Lista dei convocati resa nota l'8 giugno 2019.
Commissario Tecnico:  Michel Dussuyer
| N. | Pos. | Giocatore          | Data nascita (età)          | Pres. | Squadra           |
| -- | ---- | ------------------ | --------------------------- | ----- | ----------------- |
| 1  | P    | Fabien Farnolle    | 5 febbraio 1985 (34 anni)   | 23    | Yeni Malatyaspor  |
| 2  | D    | Séidou Barazé      | 20 ottobre 1990 (28 anni)   | 16    | Yzeure            |
| 3  | D    | Khaled Adénon      | 28 luglio 1985 (33 anni)    | 59    | Amiens            |
| 4  | C    | Tidjani Anaane     | 27 marzo 1997 (22 anni)     | 1     | Ben Guerdane      |
| 5  | D    | Junior Salomon     | 8 aprile 1986 (33 anni)     | 21    | Plateau Utd       |
| 6  | D    | Olivier Verdon     | 5 ottobre 1995 (23 anni)    | 10    | Sochaux           |
| 7  | A    | David Djigla       | 23 agosto 1995 (23 anni)    | 19    | Niort             |
| 8  | C    | Jordan Adéoti      | 12 marzo 1989 (30 anni)     | 22    | Auxerre           |
| 9  | A    | Steve Mounié       | 29 settembre 1994 (24 anni) | 14    | Huddersfield Town |
| 10 | A    | Mickaël Poté       | 24 settembre 1984 (34 anni) | 46    | Adana Demirspor   |
| 11 | D    | Emmanuel Imorou    | 16 settembre 1988 (30 anni) | 12    | Caen              |
| 12 | D    | David Kiki         | 25 novembre 1993 (25 anni)  | 18    | Brest             |
| 13 | D    | Moïse Adilehou     | 1º novembre 1995 (23 anni)  | 3     | Levadeiakos       |
| 14 | A    | Cebio Soukou       | 2 ottobre 1992 (26 anni)    | 1     | Hansa Rostock     |
| 15 | C    | Sessi D'Almeida    | 20 novembre 1995 (23 anni)  | 5     | Yeovil Town       |
| 16 | P    | Saturnin Allagbé   | 22 novembre 1993 (25 anni)  | 13    | Niort             |
| 17 | C    | Stéphane Sessègnon | 1º giugno 1984 (35 anni)    | 73    | Gençlerbirliği    |
| 18 | C    | Mama Séïbou        | 28 dicembre 1995 (23 anni)  | 22    | Tolone            |
| 19 | A    | Segbé Azankpo      | 6 maggio 1993 (26 anni)     | 6     | Senica            |
| 20 | A    | Jodel Dossou       | 17 marzo 1992 (27 anni)     | 24    | Vaduz             |
| 21 | C    | Rodrigue Kossi     | 11 luglio 2000 (18 anni)    | 0     | Club Africain     |
| 22 | D    | Rodrigue Fassinou  | 22 maggio 1999 (20 anni)    | 11    | ASPAC             |
| 23 | P    | Chérif Dine Kakpo  | 01 dicembre 1997 (21 anni)  | 0     | Buffles du Borgou |

### Guinea-Bissau
Lista dei convocati resa nota l'11 giugno 2019.
Commissario Tecnico:  Baciro Candé
| N. | Pos. | Giocatore        | Data nascita (età)          | Pres. | Squadra                |
| -- | ---- | ---------------- | --------------------------- | ----- | ---------------------- |
| 1  | P    | Jonas Mendes     | 20 novembre 1989 (29 anni)  | 31    | Académico de Viseu     |
| 2  | D    | Nadjack          | 6 febbraio 1994 (25 anni)   | 6     | Rio Ave                |
| 3  | C    | Burá             | 22 dicembre 1995 (23 anni)  | 0     | Desp. Aves             |
| 4  | D    | Marcelo Djaló    | 8 ottobre 1993 (25 anni)    | 0     | Fulham                 |
| 5  | D    | Rudinilson Silva | 20 agosto 1994 (24 anni)    | 14    | Kauno Žalgiris         |
| 6  | D    | Tomás Dabó       | 20 ottobre 1993 (25 anni)   | 6     | Rieti                  |
| 7  | C    | Zezinho Djafal   | 23 settembre 1992 (26 anni) | 31    | Senica                 |
| 8  | C    | João Jaquité     | 22 febbraio 1996 (23 anni)  | 1     | Tondela                |
| 9  | A    | Romário Baldé    | 25 dicembre 1996 (22 anni)  | 0     | Académica              |
| 10 | C    | Pelé             | 29 settembre 1991 (27 anni) | 6     | Nottingham Forest      |
| 11 | A    | Jorginho         | 21 settembre 1995 (23 anni) | 4     | CSKA Sofia             |
| 12 | P    | Rui Dabó         | 5 ottobre 1994 (24 anni)    | 1     | Armacenenses           |
| 13 | A    | Frédéric Mendy   | 18 settembre 1988 (30 anni) | 11    | Vitória Setúbal        |
| 14 | D    | Juary Soares     | 20 febbraio 1992 (27 anni)  | 14    | Mafra                  |
| 15 | A    | Toni Silva       | 15 settembre 1993 (25 anni) | 12    | Al-Ittihad Alessandria |
| 16 | C    | Moreto Cassamá   | 16 febbraio 1998 (21 anni)  | 0     | Stade Reims            |
| 17 | A    | Mama Samba Baldé | 6 novembre 1995 (23 anni)   | 0     | Desp. Aves             |
| 18 | A    | Piqueti Djassi   | 12 febbraio 1993 (26 anni)  | 15    | Varese                 |
| 19 | A    | Joseph Mendes    | 30 marzo 1991 (28 anni)     | 1     | Ajaccio                |
| 20 | C    | Sori Mané        | 3 aprile 1996 (23 anni)     | 7     | Cova da Piedade        |
| 21 | D    | Nanú             | 17 maggio 1994 (25 anni)    | 0     | Marítimo               |
| 22 | D    | Mamadu Candé     | 29 agosto 1990 (28 anni)    | 15    | Santa Clara            |
| 23 | P    | Edimar Vieira Cá | 14 agosto 2000 (18 anni)    | 0     | União Bissau           |